# Maldouin
Die Burg Maldouin (latein.: Castrum Dumi) oder Cisterne rouge (arabisch: Qalaat ad-Dam (قلعة الدم), lateinisch: Cisterna Rubea) ist die Ruine einer Kreuzfahrerburg in Palästina.

## Name
Der Name Maldoin rührt womöglich von Adumim (أدوميم), dem arabischen Namen des Hügels, her. Qalaat ad-Dam (قلعة الدم) bedeutet Burg des Blutes, was vermutlich auf die rote Farbe des eisenoxidhaltigen Bodens in dieser Region hinweist, ebenso wie die fränkische Bezeichnung Cisterne rouge („Rote Zisterne“) und der hebräische Name Maale Adumim („roter Hang“). An jenem Ort spielt auch die biblische Geschichte des barmherzigen Samariters (Lukas 10,25–37 ).

## Lage
Die Burg lag zwischen Jericho und Jerusalem. Im damaligen Königreich Jerusalem sicherte sie die Verbindungsstraße von Jerusalem zum Jordan.

## Geschichte
Die Burg wurde Mitte des 12. Jahrhunderts vom Templerorden errichtet um die von christlichen Pilgern stark frequentierte Straße zur Stelle am Jordan nahe Jericho zu schützen, wo der Überlieferung nach Jesus Christus getauft wurde. Wahrscheinlich nutzten die Templer beim Bau der Burg die Reste einer existierenden Anlage aus der Römerzeit.
Die Burg war auf einem Hügel gelegen, unterhalb dessen sich eine kleine zivile Siedlung bildete. Die Burg verfügte über reichliche Wasserreserven, eine Zisterne ist bis heute erhalten. Als Raststätte bot die Burg den Pilgern eine sichere Zuflucht im trockenen Gebiet zwischen Jerusalem und dem Jordan.
Nach der Schlacht bei Hattin 1187 gaben die Templer die Burg auf. Sie wurde daraufhin von den Ayyubiden besetzt, die aber keine Ausbauten an ihr vornahmen. Im Rahmen des Kreuzzugs der Barone kam die Burg um 1241 noch einmal in den Besitz der Kreuzfahrer.